# Atherigona furculisterna
Atherigona furculisterna är en tvåvingeart som beskrevs av Deeming 1977. Atherigona furculisterna ingår i släktet Atherigona och familjen husflugor.
Artens utbredningsområde är Nigeria. Inga underarter finns listade i Catalogue of Life.